# Aster barbellatus
Aster barbellatus là một loài thực vật có hoa trong họ Cúc. Loài này được Grierson mô tả khoa học đầu tiên năm 1964.